# Фрассінелле-Полезіне
Фрассінелле-Полезіне (італ. Frassinelle Polesine, вен. Frasinełe Połesine) — муніципалітет в Італії, у регіоні Венето, провінція Ровіго.
Фрассінелле-Полезіне розташоване на відстані близько 360 км на північ від Рима, 70 км на південний захід від Венеції, 10 км на південний захід від Ровіго.
Населення — 1469 осіб (2014).

## Демографія
Населення за роками:

Станом на 1 січня 2023 року в муніципалітеті офіційно проживали 74 іноземці з 10 країн, серед них 18 громадян країн Євросоюзу та 11 громадян України.

## Сусідні муніципалітети
- Аркуа-Полезіне
- Канаро
- Фієссо-Умбертіано
- Пінкара
- Полезелла
- Вілламарцана